# Blanc Résine
Blanc Résine est un roman écrit en 2019 par l'écrivaine québécoise Audrée Wilhelmy et publié par Leméac éditeur. Il est traduit en anglais par Susan Ouriou et publié chez House of Anansi Press en septembre 2021. En France, il paraît en janvier 2022, aux éditions Grasset. En 2024, il parait dans une traduction allemande de Tabea A. Rotter aux éditions Verlagshaus Römerweg, sous le titre Weißes Harz. 

## Résumé
- Si vous ne connaissez pas le sujet, laissez ce bandeau (vous pouvez alors contacter les auteurs).
- Si vous supprimez le contenu mis en cause (vous pouvez préalablement contacter les auteurs),

argumentez précisément cette suppression dans la page de discussion
(un manque de référence n'est pas un argument ; une recherche réelle de référence doit avoir été effectuée, être formellement documentée).
Blanc Résine relate les destins entrelacés de deux figures différentes. Une voix retrace la vie de Laure Hekiel, un garçon albinos, mis au monde dans une mine de charbon par une mère adolescente qui décède en couche. À cette narration réaliste, presque naturaliste, s'ajoute la voix de Daã Volkva, plus poétique et lyrique. Née dans un couvent, elle est élevée librement par vingt-quatre religieuses et apprend très tôt à se débrouiller en forêt.
Le roman retrace l'union de ces deux personnages et leur expérience respective de la marginalité. L'un et l'autre doivent composer avec des différences physiques apparentes et les limites qui y sont inhérentes. Lorsqu'ils s'unissent et choisissent de quitter le Nord qui les a vus naître pour s'exiler dans le village agricole de Kangoq, leurs différences s'accentuent. Ils fondent tout de même une famille et vivent de nombreuses années heureuses avant que le drame ne les frappe et leur imposer de revisiter le parcours de leur vie.
Ce projet de roman est en outre une prélogie aux romans Oss, Le corps des bêtes, et Plie la rivière, de la même autrice. De fait, on y assiste à la naissance du personnage de Noé, figure centrale des œuvres de l'autrice.

## Réception
Au Québec, le roman est finaliste aux Prix des libraires du Québec ainsi qu'au Grand Prix du livre de Montréal. En France, il remporte en 2022 le Prix Ouest-France Étonnants Voyageurs.

## Éditions
- 2019 : Blanc Résine ; Montréal : éd. Leméac, 352p[5].
- 2021 : White Resin ; Toronto : House of Anansi Press (anglais: traduction Susan Ouriou), 304p[6].
- 2022: Blanc Résine, Paris : Éditions Grasset.
- 2024: Weißes Harz, Allemagne : Verlagshaus Römeweg (allemand: traduction Tabea A. Rotter).